# Gulo sudorus
Gulo sudorus — вимерлий вид хижих ссавців з роду росомах.
Новий вид описано з Gray Fossil Site у Теннессі. Базуючись на біостратиграфії, переглянута оцінка віку Gray Fossil Site є раннім пліоценом, поблизу переходу Гемфілійсько-Бланкан, між 4,9 і 4,5 млн. років. Це найдавніший з відомих випадків виявлення росомахи, більш ніж на мільйон років раніше, ніж будь-який інший запис. Новий вид росомахи, описаний тут, має спільні риси з раніше описаними видами Gulo та з ранніми Pekania. Оскільки найдавніші записи як Gulo, так і Pekania відомі в Північній Америці, це свідчить про те, що рід, можливо, розвинувся в Північній Америці та поширився до Євразії пізніше в пліоцені. І фауна, і флора в Сірому викопному місці характерні для теплого/вологого клімату, що свідчить про те, що росомахи, можливо, стали «пристосованими до холоду» порівняно недавно. Нарешті, детальне порівняння вказує на те, що Plesiogulo, який часто вважався предком Guloнавряд чи є тісно пов’язаними, а замість цього може представляти конвергенцію в подібній ніші.
Голотипний зразок складається з правого P2 та фрагмента верхньої щелепи з P4. «Sudorus» з латині означає «пітний». Посилаючись на теплий, вологий клімат, присутній у ранньому пліоцені Теннессі відносно типового бореального середовища існування, яке, як відомо, населяє сучасний таксон.